# Mihai Pop (etnolog)
Mihai Pop  (n. 18 noiembrie 1907, Glod, România – d. 8 octombrie 2000, București, România) a fost un folclorist, antropolog cultural și etnolog român, renumit cercetător al culturilor din sud-estul Europei, laureat al premiului Herder (1967), membru de onoare al Academiei Române (2000).

## Biografie
S-a născut la data de 18 noiembrie 1907 în satul Glod din comitatul Maramureș, provenind dintr-o străveche familie de nemeși maramureșeni, tatăl său fiind preot greco-catolic. A urmat cursul inferior la Gimnaziul Piarist din Sighet, devenit după naționalizarea din 1920 Liceul „Dragoș Vodă”, pe care l-a absolvit în 1925.
Între 1925–1929 urmează studiile la Facultatea de Litere și Filozofie a Universității din București, obținând licența în litere cu o teză elaborată sub îndrumarea lui Ovid Densusianu. Urmează apoi studii de specializare în slavistică (1929-1934) la Praga, Cracovia, Bonn și Varșovia, unde îi are ca profesori pe M. Murko, P. Bogatyrev, I. Horak, M. Tille, R. Jakobson, nume de rezonanță în folcloristica, etnografia, lingvistica și teoria literară universală.
Între 1928-1929 funcționează ca profesor suplinitor la Liceul Spiru Haret din București.
Între 1929-1936 face parte din echipele de cercetare ale școlii sociologice în cadrul Institutului Social Român, condus de Dimitrie Gusti. Participă la anchetele sociologice complexe din Drăguș (Făgăraș), Runcu (Gorj), Cornova (Basarabia), Dâmbovnic (Argeș) etc. Tot din 1929 devine colaborator al Arhivei de Folklor a Societății Compozitorilor Români, inițiată de Constantin Brăiloiu.
Între 1936-1939 ajunge asistent la catedra de Istoria literaturii române și Folclor condusă de Dumitru Caracostea.
În 1939 conduce împreună cu Anton Golopenția grupul de cercetări sociologice în plasa Dâmbovnic, județul Argeș, rezultatele acestei anchete de teren fiind publicate trei ani mai târziu, în revista „Sociologie românească”. Între membrii echipei se numărau sociologul Miron Constantinescu, etnograful N. M. Dunăre și folcloristul Ovidiu Bârlea.
În 1942 obține titlul de doctor în filologie la Universitatea din Bratislava, cu teza Cuvinte compuse de origine veche slavă bisericească în vechea limbă scrisă, lucrare elaborată sub îndrumarea științifică a lui M. Weingart și susținută apoi cu I. Stanislav.
În anii celui de-al Doilea Război Mondial (1941–1944) a fost numit atașat cultural la ambasada română din Bratislava. Îndepărtat din învățământ în 1948, s-a ocupat, începând cu anul 1949, împreună cu folcloristul Harry Brauner, de organizarea Institutului de Folclor din București
Între 1949-1954 lucrează în calitate de coordonator al activității științifice în cadrul nou înființatului Institut de Folclor, ajungând apoi director adjunct științific (între 1954-1965) și, ulterior, director al Institutului de Etnografie și Folclor (într-o vreme Institutul de Cercetări Etnologice și Dialectologice) între 1965-1974.
În 1963 devine docent în științe filologice al Universității din București.
În anul 1957 revine la catedră, fiind conferențiar (1957-1963) și apoi profesor de folclor (1963-1975) la Facultatea de limba și literatura română a Universității din București, specialitatea fiind de folclor literar românesc. Între 1968-1972 ajunge șeful catedrei de literatură română veche și folclor de la aceeași facultate.
În anul 1975 iese la pensie, rămânând profesor consultant la catedra de Etnologie și Folclor a Facultății de Litere din București.
A mai deținut și funcțiile de președinte al Societății Internaționale de Etnologie și Folclor (1971), președinte al societăților de etnologie din Paris și New York, pe cea de membru al Academiei Americane de Științe Sociale, precum și al altor numeroase societăți științifice străine.
A fost profesor invitat la mari universități: Marburg (Germania), Berkeley și Ann Arbor (SUA), Paris (Franța).

## Distincții
A fost distins și încununat cu premii, decorații și titluri, datorate activității sale științifice:
- Medalia pentru Merite în Relațiile Româno-Cehoslovace
- Ordinul Muncii clasa a III-a (30 decembrie 1957) „cu prilejul împlinirii a 10 ani de la proclamarea Republicii Populare Romîne și pentru merite deosebite în activitatea cultural-artistică”[4]
- Ordinul „Meritul cultural”, clasa a II-a (1968)
- Premiul internațional „Johann Gottfried Herder”' (1967)
- Premiul Fundației „Ethnos” (1995)

## Lucrări

### Volume
- Îndreptar pentru culegerea folclorului, București, Comitetul de Stat pentru Cultură și Artă, Casa centrală a creației populare, 1967, 112 pag.
- Obiceiuri tradiționale românești, București Consiliul Culturii și Educației socialiste, Institutul de Cercetări Etnologice și Dialectologice, 1976, 192 pag.
reed. Editura Univers (ediție revăzută, postfață de Rodica Zane), București, 1999, 232 pag.
- Folclor literar românesc, București, Editura Didactică și Pedagogică, 1976, 385 pag. (în colaborare cu Pavel Ruxăndoiu)
ediția a II-a, 1978, 380 pag.
ediția a III-a, 1991, 303 pag.
- Zona etnografică Lăpuș, București, Editura Sport-Turism, 1984, 148 pag. (în colaborare cu Georgeta Stoica)
- Folclor românesc (ediție îngrijită de Nicolae Constantinescu și Al. Dobre), București, Editura Grai și Suflet - Cultura Națională, 1998
vol. 1, 358 pag.
vol. 2, 356 pag.